# Романовский (Краснодарский край)
Романовский — упразднённый хутор в Курганинском районе Краснодарского края России. На момент упразднения входил в состав Безводного сельского округа. Исключен из учётных данных в 1997 году.

## География
Располагался к югу от региональной дороги 03К019 «г. Армавир — г. Курганинск», в 0,7 км, по прямой, к северу от посёлка Андрее-Дмитриевский.

## История
По данным на 1925 год хутор Романовский состоял из 20 хозяйств. В административном отношении входил в состав Безводного сельсовета Курганинского района Армавирского округа Северо-Кавказского края.
Постановлением заксобрания Краснодарского края от 30 сентября 1997 года № 714-П хутор исключен из учётных данных.

## Население
По данным на 1925 год на хуторе проживало 177 человек, в том числе 88 мужчин и 89 женщин.